# RebekkaMaria
Sangerinden RebekkaMaria udgav i 2009 singlen "Oh Solitude", som er forløber for et nyt album, der kommer i 2010. Albummet er det første hun udsender under kunstnernavnet RebekkaMaria.
RebekkaMaria Andersson har tidligere slået sine folder i støjrockbandet Lampshade og siden som solist under aliasset As In RebekkaMaria, og udsendte i 2008 albummet "Queen Of France", hvorfra singlen "Yours Truly" var P3's Uundgåelige.
Navneskiftet signalerer også et stilskifte for RebekkaMaria, som har skiftet electro-poppen fra As In RebekkaMaria ud med et mere poppet og soulet univers.

## Diskografi
- RebekkaMaria & The Hymnboy : Friendly Duets - Live from Vega and At My Place (2012)
- RebekkaMaria : Sister Sortie (2010)
- Lampshade : Stop, Pause, Play (2009)
- As In RebekkaMaria : Queen Of France (2008)
- As In RebekkaMaria : Part Of The Game (2007) (EP/Vinyl, limited)
- Lampshade : Let's Away (2006)
- Lampshade : Because Trees Can Fly (2003)
- Lampshade : 3P (2002)